# Memento (nonocの曲)
「Memento」（メメント）は、日本の女性シンガーnonocの3rdシングルである。2020年9月2日にメディアファクトリーから発売された。

## 概要
表題曲「Memento」は2020年のテレビアニメ『Re:ゼロから始める異世界生活 2nd season』のエンディングテーマに用いられた。作詞・作曲はhotaruとTom-H@ck。カップリング曲「雪の果てに君の名を」は2018年のOVA『Re:ゼロから始める異世界生活 氷結の絆』主題歌。作詞は烏屋茶房、作曲はヒゲドライバーとPowerless。

## 楽曲解説

### 「Memento」
「Memento」は「記憶」の意。nonocの透き通るような儚い歌声と相まって、アニメの世界観とマッチした幻想的な異国情緒と、不気味で怪しい雰囲気を合わせ持つ楽曲となっている。テーマは文字通り「記憶」。作詞を担当したhotaruはヒロインのエミリアに比重を置いて作詞しており、自らの記憶に苦しむエミリアを思わせるフレーズが散りばめられている。2番以降は幻想的な雰囲気が増し、終盤は主人公の「死に戻り」を彷彿させるリフレインを繰り返しながらフェードアウトしていく。レコーディングではメロディ・編曲に大きな変更が加えられた。仮録音を聴いたTom-H@ckの提案で、レコーディング直前になってnonocの声を最大限に活かすため音数を減らし、よりシンプルなメロディラインに変更された。またnonocにはウィスパーボイスで歌うようアドバイスされた。nonocはインタヴューでウィスパーボイスで歌うのは初めての挑戦で、感情をあまり出さないように歌うことを意識したと話している。実際のレコーディングでは歌い方を練り直しながらの録音となり、歌詞も歌いながら変更が加えられた。
ミュージックビデオは山梨県の山奥で撮影された。衣装はエミリアを意識したものとなっている。YouTubeではシングル発売日当日にフルバージョンが公開された。

### 「雪の果てに君の名を」
エミリアの過去を描いた2018年のOVA『Re:ゼロから始める異世界生活 氷結の絆』の主題歌「雪の果てに君の名を」は今回のカップリングが初のCD化。主人公と出会う前のエミリアの内面や、エミリアとパックの絆を歌っている。曲が進むにつれて楽器の編成が分厚くなり、nonocの歌声も大きくなっていく。nonocoはエミリアの成長や心境が前向きになっていく姿を表現することを心掛けながら歌ったと話している。楽器面では同OVAの挿入歌「Memories」を担当した安月名莉子がアコースティック・ギターで参加している。
YouTubeではOVAのヒットを記念して、2019年に本編のダイジェスト動画のBGMとして特別公開されている。

## 収録曲
| #         | タイトル                                                                    | 作詞      | 作曲                     | 編曲      | 時間  |
| --------- | --------------------------------------------------------------------------- | --------- | ------------------------ | --------- | ----- |
| 1.        | 「Memento」(テレビアニメ『Re:ゼロから始める異世界生活 2nd season』EDテーマ) | hotaru    | Tom-H@ck                 | Tom-H@ck  | 5:04  |
| 2.        | 「雪の果てに君の名を」(OVA『Re:ゼロから始める異世界生活 氷結の絆』主題歌)   | 烏屋茶房  | ヒゲドライバー Powerless | Powerless | 7:36  |
| 3.        | 「Memento」(instrumental)                                                   |           |                          |           | 5:04  |
| 4.        | 「雪の果てに君の名を」(instrumental)                                        |           |                          |           | 7:33  |
| 合計時間: | 合計時間:                                                                   | 合計時間: | 合計時間:                | 合計時間: | 25:17 |

## 参加ミュージシャン
Mement
- drums：山崎慶
- bass：工藤嶺
- all other instruments & programming：Tom-H@ck

雪の果てに君の名を
- acoustic guiter：烏屋茶房,ヒゲドライバー,安月名莉子
- bass：人時
- drums：ササブチヒロシ
- 1st violin：白須今,越川歩
- 2nd violin：佐藤帆及佳,島田光理
- viola：生野正樹,島岡万理子
- violincello：村田順平,飯尾久香
- piano：森谷優里
- chorus：五阿弥ルナ,彩夏子
- all instruments & programming：Powerless

## カバー
- Morfonica［倉田ましろ（進藤あまね）］ - 『Re:ゼロから始める異世界生活』とのコラボレーション第2弾の一環として、2022年8月20日にゲーム『バンドリ! ガールズバンドパーティ!』に追加収録[11]。